# Max Wilhelm Karl Draudt
Max Wilhelm Karl Draudt est un entomologiste allemand, né le 11 mars 1875 à Darmstadt et mort le 4 avril 1953 dans cette même ville.
Ses collections de lépidoptères du Mexique sont conservées dans divers muséums notamment le Muséum Senckenberg à Francfort-sur-le-Main, le Muséum national d'histoire naturelle à Paris, le musée d'histoire naturelle de Berlin, etc.

## Liste partielle des publications
- 1919. Family: Lycaenidae, pp. 744–831, pls. 144–159. In Adalbert Seitz (1910–1924), Macrolepidoptera of the World, vol. 5. American Butterflies. Alfred Kernen Verlag, Stuttgart, 1139 pp., 194 pls.